# Georg Theodor Barthold

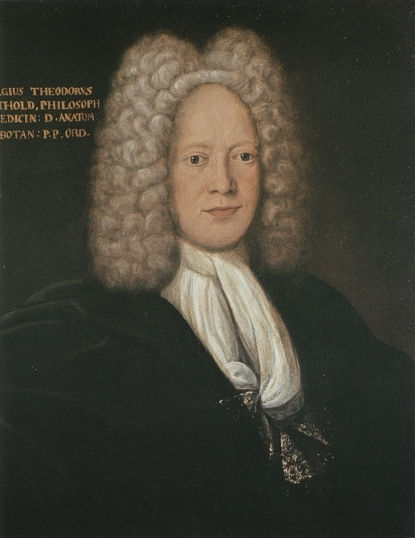
Georg Theodor Barthold

Georg Theodor Barthold (* 6. März 1669 in Teuditz; † 6. Dezember 1713 in Gießen) war ein deutscher Mediziner.

## Leben
Georg Theodor Barthold war der Sohn von Christoph Barthold (* 20. November 1637 in Thum/Erzg.; † 1. März 1692 in Teuditz) und dessen Frau Anna Catherine, Tochter des Pfarrers in Grunau bei Weißenfels Georg Kaphahn.
Er hatte die Schule in Gera besucht. Nach einem Studium der Medizin an der Universität Leipzig wechselte er an die Universität Halle, wo er 1701 zum Doktor der Medizin promovierte. 1702 wurde er Professor der Anatomie und Botanik an der Universität Gießen, was er bis zu seinem Lebensende blieb.
Verheiratet war er mit Susanne Catherine, Tochter des Darmstädtischen Geheimrats und Kanzlers Bernhard Ludwig Mollenbeck.

## Werke
- Diss. (Sub praes. Frider. Hofmanni) de necessitate Physices in praxi medica. Halle, 1699.
- Diss. inaug. (pr.Gr.Dr.) de peregrinationibus fanitatis caussa instituendis (sub praes. Frid. Hofmanni.). Halle, 1701.
- Opera medica tripartita, cura Joh. Jac. Rosenstengelii. Frankfurt, 1717, 3. Teile.